# Tadashi Yamashita
Tadashi Yamashita (山下正) (nascut el 1942 al Japó) és un expert instrucció d'arts marcials i actor.

## Biografia
Yamashita va néixer en el continent japonès però es crià a Okinawa, on obtingué el cinturó negre a l'edat dels 16 anys. Als 24 es mudà als Estats Units on acabà obtenint la ciutadania.
Ha aparegut en films com: The Octagon, American Ninja, Enter the Dragon, Gymkata, Rising Sun i Arma Letal 4, i en sèries de televisió com Kung Fu i Knight Rider.
Actualment sostén el 9è dan de karate en els estils Shōrin-ryū i Matayoshi Kobudo